# Partido Estudantil Brasileiro
O Partido Estudantil Brasileiro (PEB) foi um partido político brasileiro, fundado em 1990 no contexto da reforma política após o fim da ditadura militar. O partido teve registro provisório com o número 62 para participar das eleições daquele ano. Lançou apenas quatro candidatos próprios, sendo dois para deputado distrital e dois para deputado federal no DF, mas todos ficaram como suplentes. Em um discurso no Senado Federal, o então senador Pompeu de Souza mencionou o PEB como um dos sete partidos que compunham a coligação Frente Popular Brasília.